# Senát Španělska
Senát Španělska (španělsky: Senado de España) je horní komorou španělského parlamentu – Generálních Kortesů. Dolní komorou je Kongres poslanců, který má silnější postavení než Senát, které je typické pro parlamentní systém vlády. Senát je ústavně zakotven jako komora územního zastoupení. Každý senátor v rámci volného mandátu reprezentuje provincii, autonomní společenství nebo autonomní město.
Senátoři si většinou hlasů volí svého předsedu (Presidente del Senado), který je čtvrtým nejvýše postaveným ústavním činitelem (po králi, premiérovi a předsedovi Kongresu poslanců). Senátoři také volí dva místopředsedy.

## Historie
Španělské království mělo podle ústavy z roku 1812 jednokomorový parlament. Královským nařízením z roku 1834 byl vytvořen Senát. Během Riverovi diktatury byly obě parlamentní komory rozpuštěny. Druhá Španělská republika zavedla opět jednokomorový parlament. Dvoukomorový parlament byl obnoven během španělského přechodu k demokracii a formalizován v nové Ústavě z roku 1978. Senát původně neměl možnost podávat návrhy zákonů. Král mohl jmenovat až 41 senátorů.

## Volební systém a složení
Počet senátorských křesel není pevně stanoven. Většina 208 senátorů je přímo volena v jednotlivých španělských provinciích (během všeobecných parlamentních voleb, kdy je volena i celá dolní komora Kortes). Menšina zbylých 57 je volena parlamenty autonomních společenství.

### Senátoři přímo volení v provinciích
- Každou z 47 provincií pevninského Španělska (bez Baleárských a Kanárských ostrovů), bez ohledu na velikost populace, reprezentují 4 senátoři. Tento systém značně zvýhodňuje málo obydlené provincie (např. provincie Soria, ve které žije 100 000 obyvatel, má stejný počet senátorů jako šestimilionový Madrid).
- Ostrovy Tenerife, Gran Canaria a Mallorca mají po 3 senátorech.
- Ostrovy La Palma, La Gomera, El Hierro, Lanzarote, Fuerteventura, Menorca a Ibiza-Formentera mají po 1 zástupci.
- Autonomní města Ceuta a Melilla mají po 2 senátorech.

Počet senátorů zvolených v provinčních přímých volbách je tedy 47×4 + 3×3 + 7×1 + 2×2 =  208 senátorů.
Voliči mohou dát na kandidátce hlas až třem kandidátům, bez ohledu na stranickou příslušnost.

### Senátoři volení regionálními parlamenty
Další senátoři jsou voleni parlamenty jednotlivých autonomních společenství. Jejich počet se odvíjí podle počtu obyvatel daného regionu. Každý volí minimálně jednoho senátora, za každý další započatý milion obyvatel (od jednoho milionu výše) získává autonomní společenství dalšího senátora. Politické složení senátorů víceméně hrubě odpovídá politickému složení daných parlamentů.
Ve volbách v roce 2023 bylo takto rozděleno 58 křesel v tomto poměru:
| počet křesel | společenství                                                               |
| ------------ | -------------------------------------------------------------------------- |
| 9            | Andalusie                                                                  |
| 8            | Katalánsko                                                                 |
| 7            | Madrid                                                                     |
| 6            | Valencijské společenství                                                   |
| 3            | Kanárské ostrovy, Kastilie a León, Kastilie – La Mancha, Baskicko, Galicie |
| 2            | Aragonie, Asturie, Murcie, Extremadura, Baleáry                            |
| 1            | Kantábrie, La Rioja, Navarra                                               |

## Role a pravomoci
Ve španělském politickém systému je Senát slabší komorou. Senát může schvalovat státní rozpočet a interpelovat členy vlády, ale na rozdíl od Kongresu nemůže hlasovat o důvěře vládě. Dolní komora (Kongres) může přehlasovat většinu senátních rozhodnutí (včetně schvalování mezinárodních smluv). Senát jako celek může Kongresu podat návrh zákona. Návrhy zákonů schválené Kongresem může Senát schválit, zamítnout (absolutní většinou hlasů) nebo vrátit s pozměňovacími návrhy. Na vyjádření má lhůtu dvou měsíců nebo 21 dnů ve zvláštních případech (pokud jsou návrhy vládou nebo Kongresem označeny za naléhavé). Senátní veto může Kongres přehlasovat absolutní většinou hlasů nebo prostou většinou po uplynutí dvou měsíců. Přehlasovat Senát nelze ve věci základních (organických) zákonů. V případě pozměňovacích návrhů si Kongres může vybrat zda je prostou většinou hlasů schválí jako celek nebo schválí jen jednotlivé části.
Pro menší ústavní změny je nutná třípětinová většina všech hlasů v obou komorách. Pokud není návrh ústavního zákona v Senátu schválen touto většinou, je svolán dohodovací výbor obou komor. Pokud obě komory nejsou schopny dojít ke kompromisnímu návrhu, může Kongres dvoutřetinovou většinou všech poslanců přehlasovat senátní veto, pokud pro daný návrh hlasovala alespoň polovina senátorů. U menších ústavních změn je referendum vyvolané pokud pro to hlasuje alespoň desetina členů jedné z komor. Pro zásadní ústavní změny je nutný souhlas dvoutřetinové většiny v obou komorách, následovaný rozpuštěním obou komor a nové volby. Návrh pak musí být opětovně schválen dvoutřetinovou většinou v obou komorách a  poté v referendu.
Senát dále disponuje pravomocemi ve věcech:
- volby 4 z 12 soudců Ústavního soudu,
- volby 4 z 20 členů Generální rady soudnictví,
- dále volby ombudsmana, členů Účetního dvora, správních rad veřejnoprávních médií,
- schvalování statutů autonomních společenství (společně s Kongresem),
- schválení návrhu vlády na přijetí donucovacího opatření proti autonomnímu společenství nebo místní samosprávě, pokud z jejich strany došlo k závažnému narušení ústavních a zákonných povinností nebo obecného zájmu Španělska. Tato výjimečná pravomoc bylo užita v roce 2006 v případě rozpuštění Rady města Marbella z důvodu korupčního skandálu a v roce 2017 proti orgánům Katalánska, které dle Ústavního soudu vyhlásily protiústavně nezávislost.

Senát si autonomně volí své předsednictvo (předsedu a dva místopředsedy), výbory (včetně Stálého výboru), komise a další orgány, stanovuje jednací řád a také spravuje vlastní rozpočet.